# Flight Unlimited
Flight Unlimited é uma série de simuladores de voo para computador pessoal. Foi criada pela Looking Glass Studios, a série teve duas continuações: Flight Unlimited II e III. A Looking Glass saiu do mercado enquanto preparava o Flight Combat: Thunder Over Europe.